# El Pino (Dajabón)
El Pino es un municipio situado en la provincia de Dajabón, en la República Dominicana. Según el censo de 2022, tiene una población de 6441 habitantes.

## Límites
Municipios limítrofes:
|                        | Norte: Partido y San Ignacio de Sabaneta |                                                     |
| Oeste: Loma de Cabrera |                                          | Este: San Ignacio de Sabaneta y Villa Los Almácigos |
|                        | Sur: Restauración y Villa Los Almácigos  |                                                     |

## Distritos municipales
Está formado por los distritos municipales de:
| Nombre       | Código   |
| ------------ | -------- |
| El Pino      | 04050501 |
| Manuel Bueno | 04050502 |